# وحش البحيرة
وحش البحيرة هو كيان يسكن بحيرة في الفلكلور الشعبي، وأشهر أمثلته وحش لوخ نِس. إن صور وحوش البحيرة تشبه عادةً وحوش البحر.

## نبذة
في «فهرس رسوم أدبيات الفلكلور»، الكيانات المُصنفة كـ «وحوش بحيرة»، مثل وحش لوخ نِس الإسكتلندي، وتشيزي الأمريكي، وستورسودوريت السويدي، يقعون تحت الفئة B11.3.1.1 («التنين الذي يعيش في البحيرة».

## النظريات
وفقًا لعالم الطبيعة والمؤلف السويدي بينجت سيوغرن (1980)، فإن وحوش البحيرة الحالية هي تنويعات مختلفة على الأساطير القديمة عن كيلبي الماء. يدعي سيوغرن أن الروايات عن وحوش البحيرة قد تغيرت على مدار التاريخ مثلها مثل الروايات عن الوحوش الأخرى. غالبًا ما تتحدث التقارير القديمة عن كيانات تشبه الخيول، ولكن التقارير الحديثة تتحدث غالبًا عن كيانات لها مظهر الزواحف والديناصورات. واستنتج أن كيلبي الماء الأسطوري تطور إلى وحوش البحيرات العِظائية الحالية منذ اكتشاف الديناصورات والزواحف المائية العملاقة ونشرها في كل من الكتابات العلمية والخيالية والفنية. 
إن قصص وحوش البحيرة موجودة في العديد من الثقافات، وتتواجد بأشكال مختلفة في العديد من الدول.  لقد مرت القصص بما تُسميه ميتشيل ميورجر بـ التجسيد (أي عملي تحويل الأشياء والرسوم والمعتقدات العامة والقصص إلى صورة كاملة منطقية) والتطبيع مع مرور الوقت مع تغير نظرة البشرية إلى العالم.
أصبحت وحوش البحيرة هذه معلم سياحي هام في العديد من هذه المناطق، خاصة حول بحيرة لوخ نِيس وبخيرة تشامبلاين ووادي أوكاناجان.  
في كتاب بين ريدفورد وجوي نيكيل «ألغاز وحش البحيرة»، عزا المؤلفون عدد المشاهدات الكبير إلى الالتباس عند رؤية قندس الماء/كلب البحر. خطّط إيد جرابيانووسكي توزيع مشاهدات وحش البحيرة في أمريكا الشمالية، ثم وضع فوقه مخطط توزيع قندس الماء العادي، ووجد تطابقًا شبه كامل بينهما. وقد تبيّن أن ثلاثة أو أربعة قناديس يسبحون في تسلسل متتابع يبدون وكأنهم ثعبان عملاء أو مخلوق مُحدّب يشق الماء، ومن السهل جدًا اعتبارهم مخلوق واحد إذا رأيتهم من مسافة بعيدة. يقول نيكل «هذا ليس مجرد تخمين، أنا لا أختلق هذا، بل تحدثت مع ناس شاهدوا ما اعتقدوا أنه وحش بحيرة، واقتربوا واكتشفوا أنه كان طابور من القنادس. هذا حدث فعلاً». من الواضح أنه لا يمكن تفسير جميع مشاهدات وحوش البحيرة بأنها قنادس، ولكنها مثال ممتاز على كيف يمكن خداع إدراكنا.
للاحظ بول باريت وداريس نايش أن وجود أي حيوانات كبيرة بشكل منعزل (أي في وضع لا يحدث فيه تكاثر لأعدادها) غير مرجح على الإطلاق، ولاحظ نايش أيضًا أن القصص في الغالب هي مجرد بقايا لروايات الغرض منها إبعاد الأطفال عن البحيرة حفاظًا على سلامتهم.
كان هناك الكثير من المشاهدات المزعومة لوحوش البحيرة، وبعض الصور الفوتوغرافية حتى، ولكن كل مرة تبيّن أنها عمليات خداع متعمدة، مثل خدمة وحش بحيرة جورج، أو كان يحيط بها شكوك جدية بشأن صدقها والقابلية للتحقق منها، كما هو الحال في صورة مانسي الفوتوغرافية الشهيرة لتشامب.

## الأمثلة
تشمل وحوش البحيرة الشهيرة:
- نيسي، في بحيرة لوخ نيس، اسكتلندا
- موراج، في بحيرة مورار، اسكتلندا
- لاجارافليوت ووورم، في لاجارافليوت، أيسلندا
- أوجوبوجو، في بحيرة أوكاناجان، كندا
- لاريوساورو، في بحيرة كومو، إيطاليا
- تشامب، في بحيرة شامبلين، كندا والولايات المتحدة
- ممفر، في بحيرة ممفريماجوج، كندا والولايات المتحدة
- بيسي، في بحيرة إيري، كندا والولايات المتحدة
- ناهوليتو، في بحيرة ناهويل هوابي، الأرجنتين
- ميوزو أو وحش بحيرة توتا، في بحيرة توتا، كولومبيا
- فان جورو كانافاري أو وحش بحيرة فان، في بحيرة فان، تركيا
- إيكانيامبا، في شلالات هوويك، جنوب أفريقيا
- تاهو تيسي، في بحيرة تاهو، الولايات المتحدة
- بحيرة فلاتهيد ليك مونستر، بحيرة فلاتهيد، مونتانا، الولايات المتحدة
- ثعبان البحر المشعر، في تينيريفي، إسبانيا.